# Katharina Mann (Sängerin)
Katharina Mann (* 28. August 1902 in Breslau; † nach 1954) war eine deutsche Konzertsängerin und Gesangspädagogin.

## Leben
Katharina Mann besuchte die Höhere Mädchenschule an ihrem Geburtsort und absolvierte danach ein Musikstudium am Schlesischen Konservatorium für Musik Breslau. Von 1920 bis 1922 hatte sie Unterricht bei Fanchette Verhunk, 1923 bis 1924 bei Kaete Nick-Jaenicke, von 1924 bis 1926 bei Paula Guttmann und von 1927 bis 1930 schließlich bei Ludwig Hess in Berlin.
Bereits ab 1926 trat die Künstlerin öffentlich als Konzertsängerin auf.
Später lebte und wirkte Mann in Bayreuth und war Mitglied im Verband der Theaterkünstler ebenda sowie im Richard-Wagner-Verband.
Katharina Mann war auch als Gesangslehrerin tätig.